# Bakteriofag lambda
Bakteriofag lambda – bakteriofag zawierający dwuniciowy DNA, infekujący pałeczkę okrężnicy. Może integrować do genomu gospodarza.
DNA bakteriofaga integruje do bakteryjnego DNA w wyniku rekombinacji między bakteryjną sekwencją attλ a sekwencją attB w genomie faga. Następnie genom faga jest powielany przez replisom bakterii razem z jej własnym DNA (cykl lizogeniczny). W efekcie działania różnych czynników na komórkę bakteryjną fag może przejść w cykl lityczny – produkcję wirionów i uwolnienie ich przez lizę komórki gospodarza. To, czy fag wejdzie w cykl lityczny, czy w lizogeniczny, zależy od dwóch białek faga: CI oraz Cro. Związanie się białka CI z operatorem powoduje represję genów związanych z cyklem litycznym i przejście do cyklu lizogenicznego. Związanie się białka Cro powoduje wejście faga w cykl lityczny. 
Bakteriofag lambda został odkryty i opisany przez Esther Lederberg w roku 1951. Stosuje się jako organizm modelowy w biotechnologii i biologii molekularnej i jako wektor w klonowaniu (po wprowadzeniu obcego DNA do genomu faga).